# Chiesa di San Pietro in Mavino

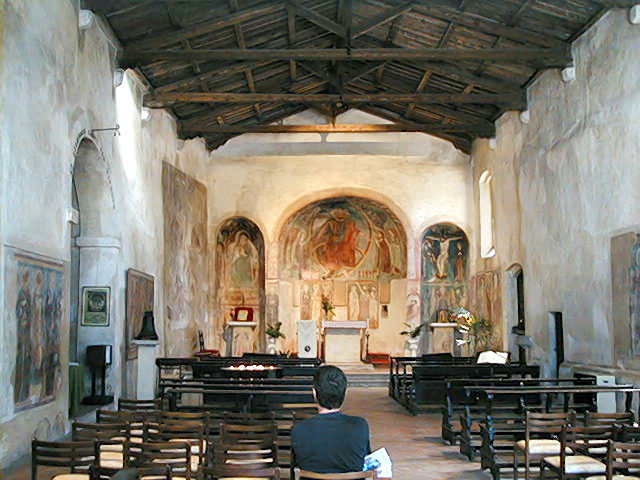
Interno della chiesa di San Pietro in Mavino

La chiesa di San Pietro in Mavino è un edificio religioso di Sirmione, sul lago di Garda, in provincia di Brescia e diocesi di Verona.

## Storia e descrizione
È la chiesa più antica di Sirmione e venne edificata a navata unica nell'VIII secolo nel punto più alto della penisola. Il nome deriva dal termine dialettale navino, diminutivo di nava, indicante un campo pianeggiante circondato da boschi.
L'edificio originale, a pianta rettangolare con tre absidi a emiciclo, fu ricostruito e sopraelevato nel XIV secolo. Nel XVII e XVIII secolo la facciata subì delle modifiche, con l'apertura di due finestre ogivali. 
L'interno, conserva un ciclo pittorico datato 1321 e nell'abside centrale, racchiuso da una cornice, troneggia il Cristo dalla vivace cromia. Nell'abside di sinistra è affrescata la Madonna in trono e in quello di destra la Crocifissione. Lungo le pareti sono dipinte figure di santi.
Il campanile fu eretto nell'XI secolo, mantenendo lo stesso stile della chiesa.

## Galleria d'immagini

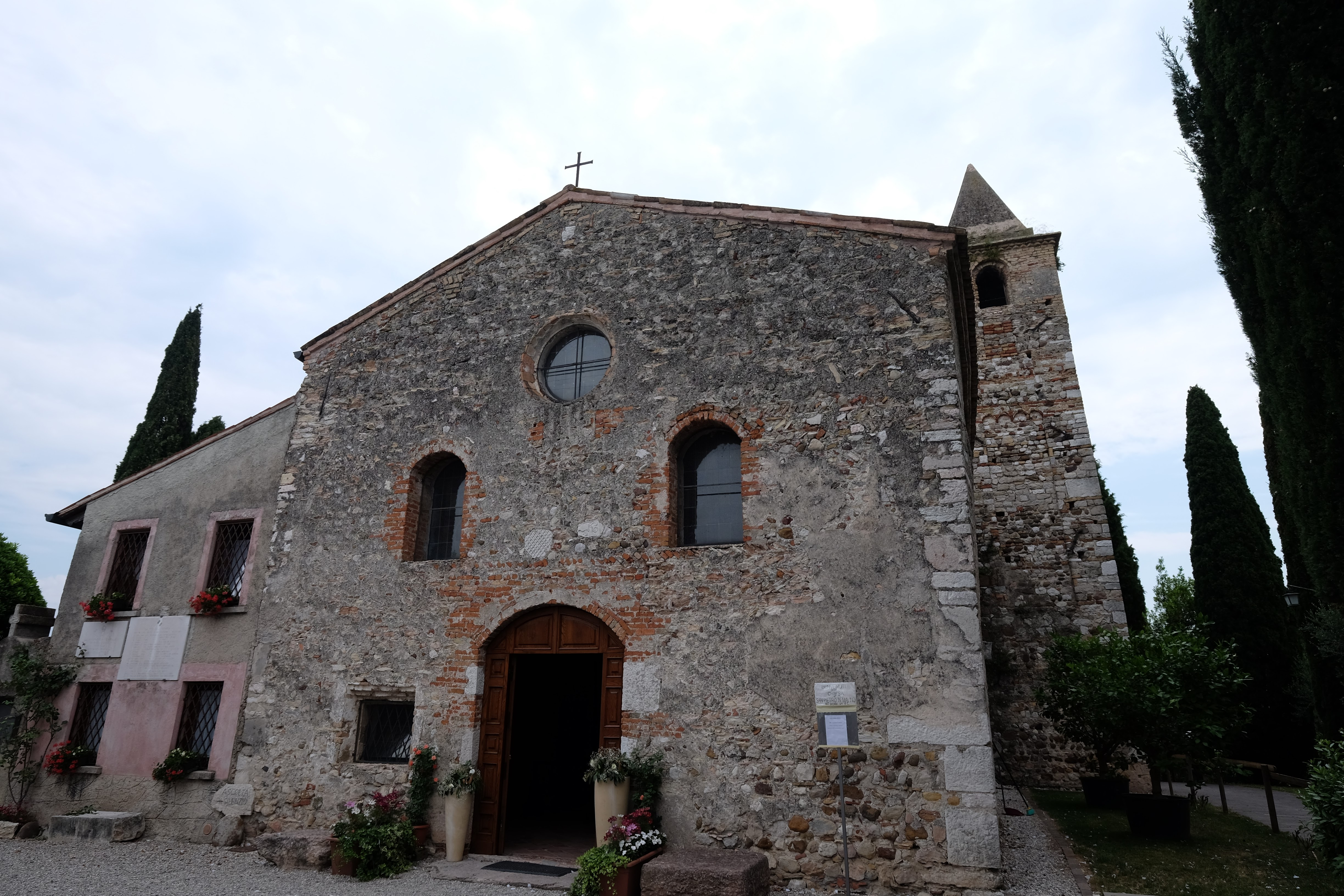
Facciata
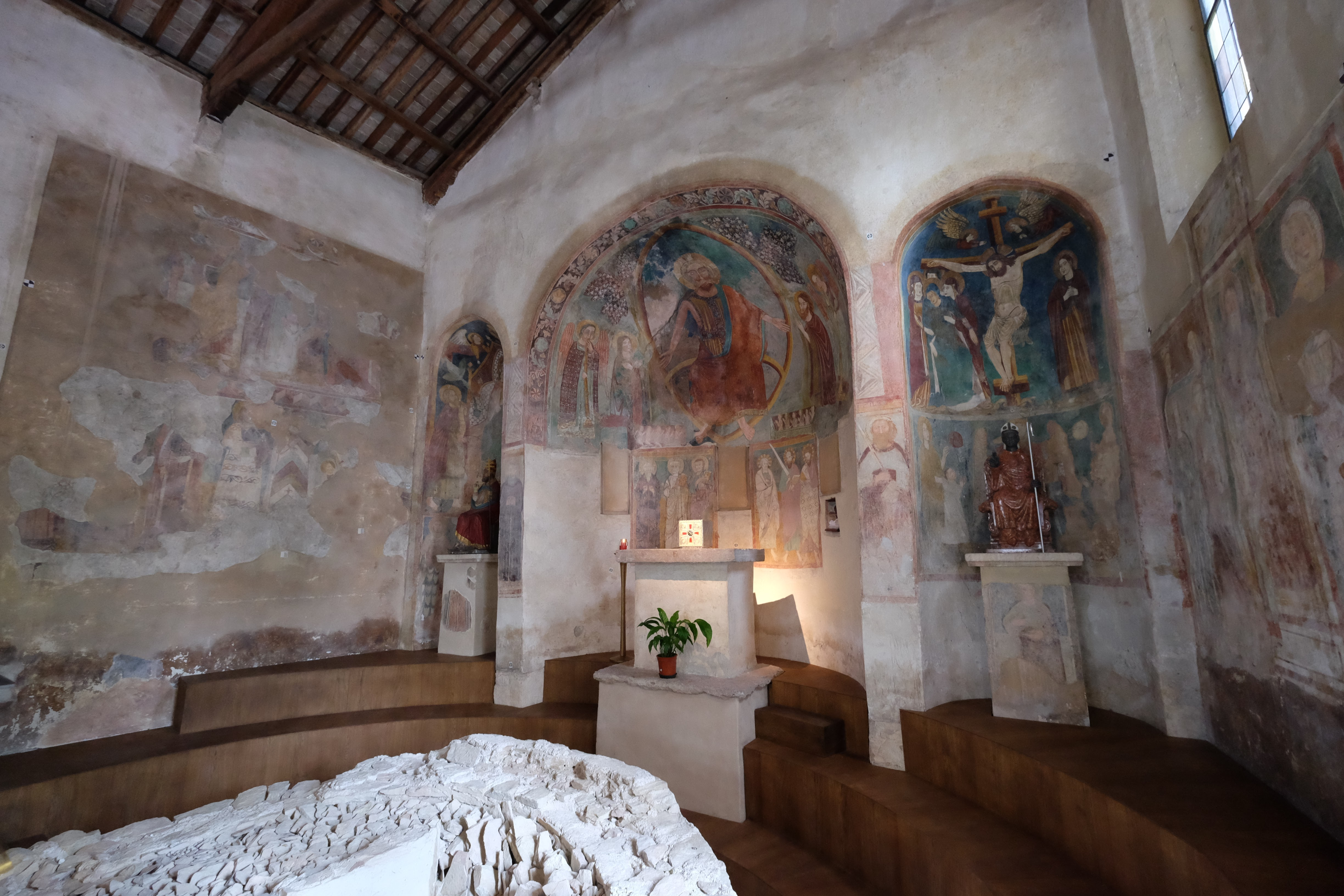
I tre absidi
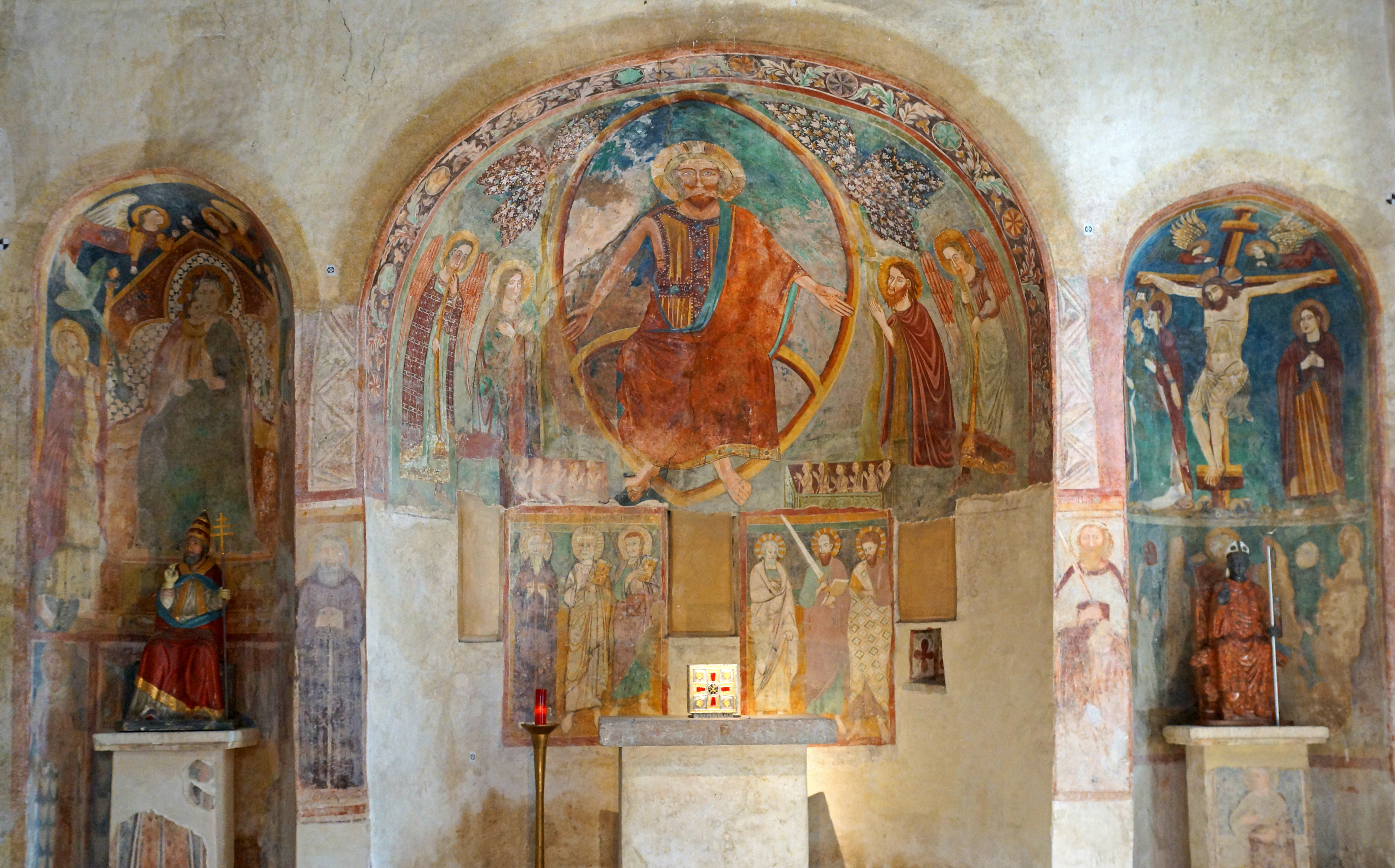
Absidi, particolare
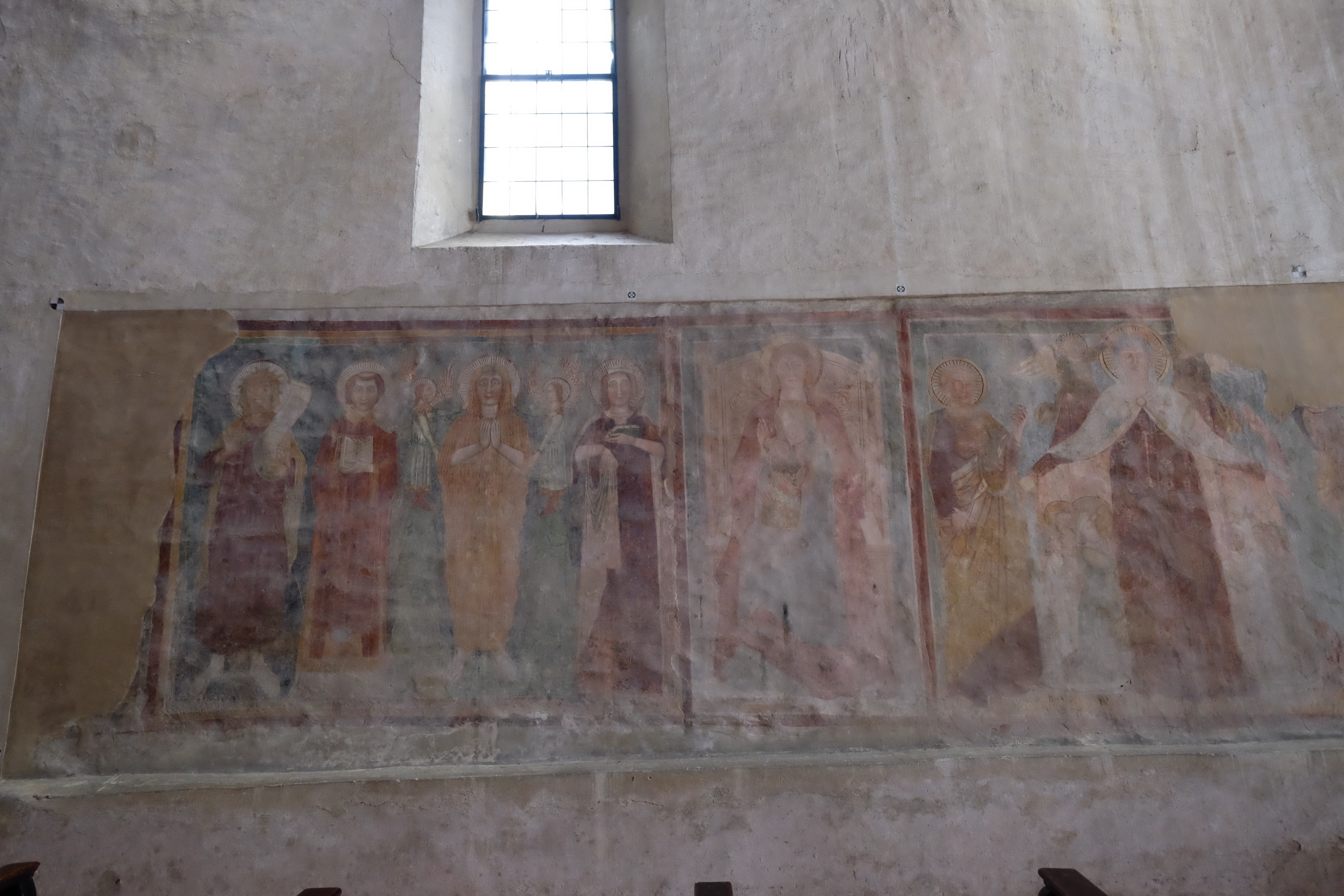
Affresco laterale
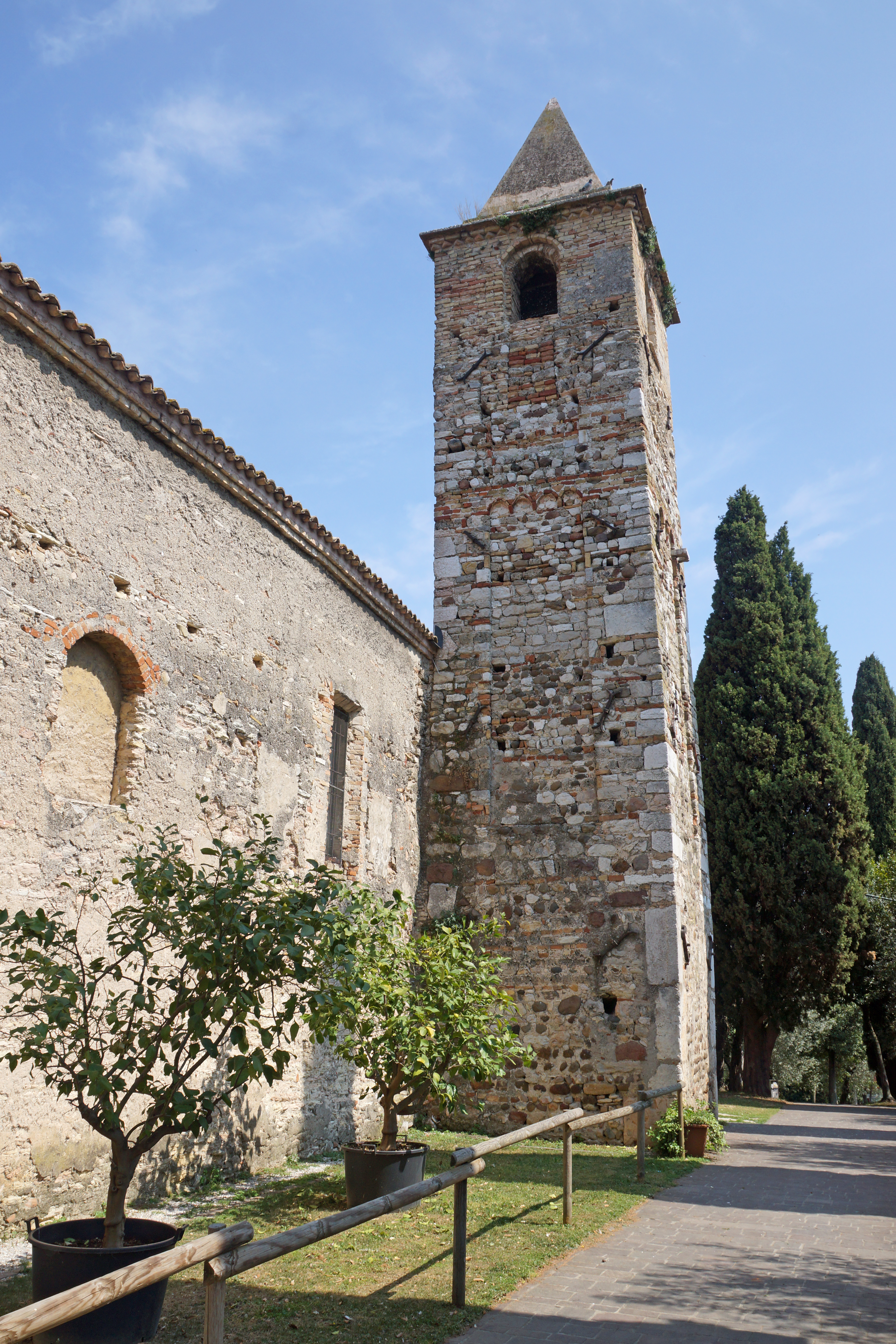
Campanile